# 巴西大西洋鳐
巴西大西洋鳐（学名：Atlantoraja cyclophora），為軟骨魚綱鰩目單鰭鰩科的一種，被IUCN列為瀕危保育類動物，分布於西南大西洋巴西、烏拉圭及阿根廷海域，深度約150公尺，本魚體盤極度縱扁近菱形，與胸鰭連成一體，腹鰭亦平扁，後緣具缺刻，將腹鰭分成兩葉，吻尖，體色褐色，背部具2個黑色眼狀斑，體長可達78.9公分，棲息在大陸棚沙泥底質海域，為深海底棲性魚類，屬肉食性，可作為食用魚。